# 2017–2018-as UEFA-bajnokok ligája (selejtezők)
A 2017–2018-as UEFA-bajnokok ligája selejtezőit négy fordulóban bonyolították le 2017. június 27. és augusztus 23. között. A rájátszás párosításainak győztesei jutottak be a 2017–2018-as UEFA-bajnokok ligája csoportkörébe.

## Fordulók és időpontok
| Forduló    | Sorsolás dátuma    | 1. mérkőzés            | 2. mérkőzés            |
| ---------- | ------------------ | ---------------------- | ---------------------- |
| 1. forduló | 2017. június 19.   | 2017. június 27–28.    | 2017. július 4–5.      |
| 2. forduló | 2017. június 19.   | 2017. július 11–12.    | 2017. július 18–19.    |
| 3. forduló | 2017. július 14.   | 2017. július 25–26.    | 2017. augusztus 1–2.   |
| Rájátszás  | 2017. augusztus 4. | 2017. augusztus 15–16. | 2017. augusztus 22–23. |

## 1. selejtezőkör

### 1. selejtezőkör, kiemelés
Az első selejtezőkörben 10 csapat játszott a továbbjutásért. Sorsolás előtt a csapatok UEFA-együtthatója alapján sorba rendezték a résztvevőket, majd minden kiemelthez egy-egy kiemelés nélkülit párosítottak.
| Kiemelt                                                          | Nem kiemelt                                          |
| ---------------------------------------------------------------- | ---------------------------------------------------- |
| The New Saints Linfield Víkingur Gøta Hibernians FC Santa Coloma | Alashkert La Fiorita Europa FC FCI Tallinn Trepça’89 |

### 1. selejtezőkör, párosítások
| 1. csapat      | Össz.Tooltip Aggregate score | 2. csapat       | 1. mérk. | 2. mérk.   |
| -------------- | ---------------------------- | --------------- | -------- | ---------- |
| Víkingur Gøta  | 6–2                          | Trepça’89       | 2–1      | 4–1        |
| Hibernians     | 3–0                          | FCI Tallinn     | 2–0      | 1–0        |
| Alashkert      | 2–1                          | FC Santa Coloma | 1–0      | 1–1        |
| The New Saints | 4–3                          | Europa FC       | 1–2      | 3–1 (h.u.) |
| Linfield       | 1–0                          | La Fiorita      | 1–0      | 0–0        |

### 1. selejtezőkör, mérkőzések
| 2017. június 27. 20:00 |

| Víkingur Gøta           | 2–1               | Trepça’89   |
| ----------------------- | ----------------- | ----------- |
| Vatnhamar 17' Lawal 73' | (1–1) Jegyzőkönyv | Hajdari 39' |

| Tórsvøllur, Tórshavn Játékvezető: Juri Frischer (észt) |

| 2017. július 4. 18:00 |

| Trepça’89  | 1–4   | Víkingur Gøta                                      |
| ---------- | ----- | -------------------------------------------------- |
| Hasani 65' | (0–2) | Anghel 37' Islami 40' (öngól) S. Vatnhamar 52' 59' |

| Olympic Stadium Adem Jashari, Kosovska Mitrovica Játékvezető: Alexander Harkam (osztrák) |

| 2017. június 27. 20:00 |

| Hibernians                  | 2–0               | FCI Tallinn |
| --------------------------- | ----------------- | ----------- |
| Jorginho 63' Kristensen 73' | (0–0) Jegyzőkönyv |             |

| Hibernians Stadium, Paola Játékvezető: Fedayi San (svájci) |

| 2017. július 4. 18:00 |

| FCI Tallinn | 0–1               | Hibernians   |
| ----------- | ----------------- | ------------ |
|             | (0–0) Jegyzőkönyv | Jorginho 88' |

| A. Le Coq Aréna, Tallinn Játékvezető: Alex Troleis (feröeri) |

| 2017. június 27. 18:00 |

| Alashkert     | 1–0               | FC Santa Coloma |
| ------------- | ----------------- | --------------- |
| Nenadović 39' | (1–0) Jegyzőkönyv |                 |

| Vazgen Sargsyan Republican Stadium, Jereván Játékvezető: Stefan Apostolov (bolgár) |

| 2017. július 4. 20:30 |

| FC Santa Coloma | 1–1               | Alashkert     |
| --------------- | ----------------- | ------------- |
| Lima 63'        | (0–1) Jegyzőkönyv | Nenadović 28' |

| Estadi Comunal d’Andorra la Vella, Andorra la Vella Játékvezető: Sven Bindels (luxemburgi) |

| 2017. június 27. 20:00 |

| The New Saints | 1–2               | Europa FC           |
| -------------- | ----------------- | ------------------- |
| Quigley 44'    | (1–1) Jegyzőkönyv | Quillo 8' Gómez 78' |

| Park Hall Stadium, Oswestry Játékvezető: Barbeno Luca (san marinó-i) |

| 2017. július 4. 19:30 |

| Europa FC             | 1–3 (h. u.)                 | The New Saints                    |
| --------------------- | --------------------------- | --------------------------------- |
| Walker 53' (11-esből) | (0–2, 1–2, 1–3) Jegyzőkönyv | Moya 37' (öngól) Quigley 41' 104' |

| Algarve Stadion, Faro/Loulé (Portugália) Játékvezető: Lawrence Visser (belga) |

| 2017. június 28. 20:45 |

| Linfield       | 1–0               | La Fiorita |
| -------------- | ----------------- | ---------- |
| J. Stewart 89' | (0–0) Jegyzőkönyv |            |

| Windsor Park, Belfast Játékvezető: Duje Strukan (horvát) |

| 2017. július 4. 20:30 |

| La Fiorita | 0–0         | Linfield |
| ---------- | ----------- | -------- |
|            | Jegyzőkönyv |          |

| Olimpiai Stadion, Serravalle Játékvezető: Fyodor Zammit (máltai) |

## 2. selejtezőkör

### 2. selejtezőkör, kiemelés
A 2. selejtezőkörben 34 csapat játszott a továbbjutásért. Az 1. selejtezőkör 5 továbbjutójához 29 csapat csatlakozott. Sorsoláskor a csapatok aktuális UEFA-együtthatója alapján sorba rendezték a résztvevőket, földrajzi elhelyezkedésük alapján 3 csoportba sorolták, majd a csoportokon belül minden kiemelthez egy-egy kiemelés nélkülit párosítottak.
| 1. csoport                                                 | 1. csoport                                                                       | 2. csoport                                                                     | 2. csoport                                                                          | 3. csoport                                             | 3. csoport                                                                     |
| Kiemelt                                                    | Nem kiemelt                                                                      | Kiemelt                                                                        | Nem kiemelt                                                                         | Kiemelt                                                | Nem kiemelt                                                                    |
| ---------------------------------------------------------- | -------------------------------------------------------------------------------- | ------------------------------------------------------------------------------ | ----------------------------------------------------------------------------------- | ------------------------------------------------------ | ------------------------------------------------------------------------------ |
| Red Bull Salzburg Ludogorec Razgrad APÓEL Qarabağ Partizan | Žalgiris Vilnius Hibernians (T) F91 Dudelange Budućnost Podgorica SZK Szamtredia | FC København BATE Bariszav Asztana FK Rijeka Sheriff Tiraspol Hapóél Beér-Seva | MŠK Žilina Kukësi Alashkert (T) Budapest Honvéd The New Saints (T) Spartaks Jūrmala | Celtic Legia Warszawa NK Maribor Malmö FF Rosenborg FH | Dundalk FC Vardar Zrinjski Mostar Víkingur Gøta (T) Linfield (T) IFK Mariehamn |

Jegyzetek
- T: Az 1. selejtezőkörből továbbjutott csapat, a sorsoláskor nem volt ismert.
- A dőlt betűvel írt csapatok az 1. selejtezőkörben egy magasabb együtthatóval rendelkező csapat ellen győztek, és az ellenfél együtthatóját hozták magukkal.

### 2. selejtezőkör, párosítások
| 1. csapat        | Össz.Tooltip Aggregate score | 2. csapat           | 1. mérk. | 2. mérk.   |
| ---------------- | ---------------------------- | ------------------- | -------- | ---------- |
| APÓEL            | 2–0                          | F91 Dudelange       | 1–0      | 1–0        |
| Žalgiris         | 3–5                          | Ludogorec Razgrad   | 2–1      | 1–4        |
| Qarabağ          | 6–0                          | SZK Szamtredia      | 5–0      | 1–0        |
| Partizan         | 2–0                          | Budućnost Podgorica | 2–0      | 0–0        |
| Hibernians       | 0–6                          | Red Bull Salzburg   | 0–3      | 0–3        |
| Sheriff Tiraspol | 2–2 (i.g.)                   | Kukësi              | 1–0      | 1–2        |
| Spartaks Jūrmala | 1–2                          | Asztana FK          | 0–1      | 1–1        |
| BATE Bariszav    | 4–2                          | Alashkert           | 1–1      | 3–1        |
| MŠK Žilina       | 3–4                          | FC København        | 1–3      | 2–1        |
| Hapóél Beér-Seva | 5–3                          | Budapest Honvéd     | 2–1      | 3–2        |
| Rijeka           | 7–1                          | The New Saints      | 2–0      | 5–1        |
| Malmö FF         | 2–4                          | Vardar              | 1–1      | 1–3        |
| Zrinjski Mostar  | 2–3                          | NK Maribor          | 1–2      | 1–1        |
| Dundalk FC       | 2–3                          | Rosenborg           | 1–1      | 1–2 (h.u.) |
| FH               | 3–1                          | Víkingur Gøta       | 1–1      | 2–0        |
| Linfield         | 0–6                          | Celtic              | 0–2      | 0–4        |
| IFK Mariehamn    | 0–9                          | Legia Warszawa      | 0–3      | 0–6        |

1. ↑  A sorsoláshoz képest a pályaválasztói jogot felcserélték.

### 2. selejtezőkör, mérkőzések
| 2017. július 12. 19:00 |

| APÓEL         | 1–0               | F91 Dudelange |
| ------------- | ----------------- | ------------- |
| Bertoglio 71' | (0–0) Jegyzőkönyv |               |

| GSZP Stadion, Nicosia Játékvezető: Alan Mario Sant (máltai) |

| 2017. július 19. 18:00 |

| F91 Dudelange | 0–1               | APÓEL                     |
| ------------- | ----------------- | ------------------------- |
|               | (0–1) Jegyzőkönyv | De Camargo 40' (11-esből) |

| Stade Jos Nosbaum, Dudelange Játékvezető: Nikola Dabanović (montenegrói) |

| 2017. július 12. 20:00 |

| Žalgiris Vilnius        | 2–1               | Ludogorec Razgrad |
| ----------------------- | ----------------- | ----------------- |
| Nyuiadzi 78' Kuklys 86' | (0–1) Jegyzőkönyv | Abel 18'          |

| LFF Stadium, Vilnius Játékvezető: Manuel Schüttengruber (osztrák) |

| 2017. július 19. 20:00 |

| Ludogorec Razgrad                         | 4–1               | Žalgiris Vilnius |
| ----------------------------------------- | ----------------- | ---------------- |
| Natanael 41' Wanderson 55' Keșerü 56' 74' | (1–1) Jegyzőkönyv | Nyuiadzi 15'     |

| Ludogorets Arena, Razgrad Játékvezető: Mads-Kristoffer Kristoffersen (dán) |

| 2017. július 11. 19:00 |

| Qarabağ                                                                        | 5–0               | SZK Szamtredia |
| ------------------------------------------------------------------------------ | ----------------- | -------------- |
| Ismayilov 10' (11-esből) Ndlovu 37' 45+1' (11-esből) Guerrier 83' Míchel 90+2' | (3–0) Jegyzőkönyv |                |

| Tofik Bahramov Stadion, Baku Játékvezető: Mete Kalkavan (török) |

| 2017. július 18. 19:00 |

| SZK Szamtredia | 0–1               | Qarabağ      |
| -------------- | ----------------- | ------------ |
|                | (0–1) Jegyzőkönyv | Guerrier 22' |

| Borisz Paicsadze Stadion, Tbiliszi Játékvezető: Srđan Jovanović (szerb) |

| 2017. július 11. 20:45 |

| Partizan                             | 2–0               | Budućnost Podgorica |
| ------------------------------------ | ----------------- | ------------------- |
| Đurđević 53' (11-esből) Leonardo 63' | (0–0) Jegyzőkönyv |                     |

| Partizan Stadion, Belgrád Játékvezető: Pol van Boekel (holland) |

| 2017. július 18. 20:45 |

| Budućnost Podgorica | 0–0         | Partizan |
| ------------------- | ----------- | -------- |
|                     | Jegyzőkönyv |          |

| City Stadium, Podgorica Játékvezető: Roi Reinshreiber (izraeli) |

| 2017. július 11. 20:30 |

| Hibernians | 0–3               | Red Bull Salzburg                             |
| ---------- | ----------------- | --------------------------------------------- |
|            | (0–2) Jegyzőkönyv | Berisha 32' (11-esből) Hwang 35' Minamino 54' |

| Hibernians Stadium, Paola Játékvezető: Fran Jović (horvát) |

| 2017. július 19. 20:30 |

| Red Bull Salzburg                           | 3–0               | Hibernians |
| ------------------------------------------- | ----------------- | ---------- |
| Rzatkowski 11' Guldbrandsen 19' Haidara 85' | (2–0) Jegyzőkönyv |            |

| Red Bull Arena, Wals-Siezenheim Játékvezető: Szergej Lapocskin (orosz) |

| 2017. július 12. 19:00 |

| Sheriff Tiraspol         | 1–0               | Kukësi |
| ------------------------ | ----------------- | ------ |
| Badibanga 79' (11-esből) | (0–0) Jegyzőkönyv |        |

| Sheriff Stadium, Tiraspol Játékvezető: Christos Nicolaides (ciprusi) |

| 2017. július 19. 19:30 |

| Kukësi                | 2–1               | Sheriff Tiraspol |
| --------------------- | ----------------- | ---------------- |
| Emini 35' Pejić 45+1' | (2–0) Jegyzőkönyv | Bayala 56'       |

| Elbasan Aréna, Elbasan Játékvezető: Irfan Peljto (bosznia-hercegovinai) |

| 2017. július 12. 18:00 |

| Spartaks Jūrmala | 0–1               | Asztana FK  |
| ---------------- | ----------------- | ----------- |
|                  | (0–0) Jegyzőkönyv | Twumasi 73' |

| Slokas Stadium, Jūrmala Játékvezető: Neil Doyle (ír) |

| 2017. július 18. 16:00 |

| Asztana FK  | 1–1               | Spartaks Jūrmala |
| ----------- | ----------------- | ---------------- |
| Twumasi 59' | (0–0) Jegyzőkönyv | Vardanjans 72'   |

| Astana Arena, Asztana Játékvezető: Charalambos Kalogeropoulos (görög) |

| 2017. július 18. 19:30 |

| BATE Bariszav | 1–1               | Alashkert        |
| ------------- | ----------------- | ---------------- |
| Rios 43'      | (1–0) Jegyzőkönyv | Rios 78' (öngól) |

| Borisov Arena, Bariszav Játékvezető: Enea Jorgji (albán) |

| 2017. július 19. 18:00 |

| Alashkert     | 1–3               | BATE Bariszav                      |
| ------------- | ----------------- | ---------------------------------- |
| Nenadović 18' | (1–2) Jegyzőkönyv | Gordeichuk 23' 35' M. Valadzko 78' |

| Vazgen Sargsyan Republican Stadium, Jereván Játékvezető: Peter Kralović (szlovák) |

| 2017. július 12. 20:15 |

| MŠK Žilina | 1–3               | FC København         |
| ---------- | ----------------- | -------------------- |
| Špalek 39' | (1–0) Jegyzőkönyv | Pavlović 68' 73' 83' |

| Pod Dubňom Stadion, Zsolna Játékvezető: Benoît Millot (francia) |

| 2017. július 19. 19:30 |

| FC København          | 1–2               | MŠK Žilina            |
| --------------------- | ----------------- | --------------------- |
| Verbič 48' (11-esből) | (0–1) Jegyzőkönyv | Otubanjo 19' Kaša 57' |

| Parken Stadion, Koppenhága Játékvezető: Jonathan Lardot (belga) |

| 2017. július 12. 19:00 |

| Hapóél Beér-Seva        | 2–1               | Budapest Honvéd |
| ----------------------- | ----------------- | --------------- |
| Vitor 35' Einbinder 52' | (1–0) Jegyzőkönyv | Lanzafame 63'   |

| Turner Stadium, Beér-Seva Játékvezető: Andreas Ekberg (svéd) |

| 2017. július 19. 21:15 |

| Budapest Honvéd                       | 2–3               | Hapóél Beér-Seva         |
| ------------------------------------- | ----------------- | ------------------------ |
| Lanzafame 45+2' (11-esből) Baráth 73' | (1–2) Jegyzőkönyv | Ogu 12' Nwakaeme 16' 84' |

| Bozsik József Stadion, Budapest Játékvezető: Davide Massa (olasz) |

| 2017. július 11. 20:45 |

| Rijeka             | 2–0               | The New Saints |
| ------------------ | ----------------- | -------------- |
| Mišić 4' Matei 69' | (1–0) Jegyzőkönyv |                |

| Stadion Rujevica, Fiume Játékvezető: Kristo Tohver (észt) |

| 2017. július 18. 20:00 |

| The New Saints | 1–5               | Rijeka                                                |
| -------------- | ----------------- | ----------------------------------------------------- |
| Cieślewicz 69' | (0–1) Jegyzőkönyv | Matei 41' Gavranović 54' 79' Gorgon 61' Ristovski 64' |

| Park Hall, Oswestry Játékvezető: Georgi Kabakov (bolgár) |

| 2017. július 12. 19:00 |

| Malmö FF     | 1–1               | Vardar      |
| ------------ | ----------------- | ----------- |
| Brorsson 75' | (0–0) Jegyzőkönyv | Nikolov 63' |

| Swedbank Stadion, Malmö Játékvezető: Þorvaldur Árnason (izlandi) |

| 2017. július 18. 18:00 |

| Vardar                                     | 3–1               | Malmö FF                 |
| ------------------------------------------ | ----------------- | ------------------------ |
| Grncharov 56' Barseghyan 61' Nikolov 90+1' | (0–1) Jegyzőkönyv | Rosenberg 16' (11-esből) |

| Stadion Mladost, Sztrumica Játékvezető: Anatoliy Zhabchenko (ukrán) |

| 2017. július 12. 19:00 |

| Zrinjski Mostar | 1–2               | NK Maribor                           |
| --------------- | ----------------- | ------------------------------------ |
| Todorović 89'   | (0–1) Jegyzőkönyv | Zahović 43' Tavares 90+4' (11-esből) |

| Stadion pod Bijelim Brijegom, Mostar Játékvezető: Daniel Siebert (német) |

| 2017. július 19. 20:15 |

| NK Maribor | 1–1               | Zrinjski Mostar |
| ---------- | ----------------- | --------------- |
| Viler 27'  | (1–1) Jegyzőkönyv | Todorović 7'    |

| Stadion Ljudski vrt, Maribor Játékvezető: Ola Hobber Nilsen (norvég) |

| 2017. július 12. 20:45 |

| Dundalk FC   | 1–1               | Rosenborg       |
| ------------ | ----------------- | --------------- |
| McMillan 18' | (1–1) Jegyzőkönyv | Reginiussen 44' |

| Oriel Park, Dundalk Játékvezető: Radu Petrescu (román) |

| 2017. július 19. 19:15 |

| Rosenborg                      | 2–1 (h. u.)                 | Dundalk FC   |
| ------------------------------ | --------------------------- | ------------ |
| De Lanlay 43' Vilhjálmsson 98' | (1–1, 1–1, 2–1) Jegyzőkönyv | Gartland 12' |

| Lerkendal Stadion, Trondheim Játékvezető: Aliyar Aghayev (azeri) |

| 2017. július 12. 21:15 |

| FH          | 1–1               | Víkingur Gøta        |
| ----------- | ----------------- | -------------------- |
| Pálsson 49' | (0–0) Jegyzőkönyv | Lawal 73' (11-esből) |

| Kaplakriki, Hafnarfjörður Játékvezető: Petr Ardeleánu (cseh) |

| 2017. július 18. 20:00 |

| Víkingur Gøta | 0–2               | FH                                       |
| ------------- | ----------------- | ---------------------------------------- |
|               | (0–0) Jegyzőkönyv | Lennon 79' (11-esből) Valdimarsson 90+1' |

| Tórsvøllur, Tórshavn Játékvezető: Ville Nevalainen (finn) |

| 2017. július 14. 18:00 |

| Linfield | 0–2               | Celtic                        |
| -------- | ----------------- | ----------------------------- |
|          | (0–2) Jegyzőkönyv | Haughey 17' (öngól) Rogic 23' |

| Windsor Park, Belfast Játékvezető: Alejandro José Hernández Hernández (spanyol) |

| 2017. július 19. 20:45 |

| Celtic                                    | 4–0               | Linfield |
| ----------------------------------------- | ----------------- | -------- |
| Sinclair 4' 54' Rogic 47' Armstrong 90+2' | (1–0) Jegyzőkönyv |          |

| Celtic Park, Glasgow Játékvezető: Stephan Klossner (svájci) |

| 2017. július 12. 20:00 |

| IFK Mariehamn | 0–3               | Legia Warszawa                                  |
| ------------- | ----------------- | ----------------------------------------------- |
|               | (0–3) Jegyzőkönyv | Guilherme 8' (11-esből) Nagy 40' Hämäläinen 44' |

| Wiklöf Holding Arena, Mariehamn Játékvezető: Andrew Dallas (skót) |

| 2017. július 19. 20:45 |

| Legia Warszawa                                                                           | 6–0               | IFK Mariehamn |
| ---------------------------------------------------------------------------------------- | ----------------- | ------------- |
| Guilherme 6' Kojola 37' (öngól) Kucharczyk 40' 54' (11-esből) Szymański 80' Michalak 81' | (3–0) Jegyzőkönyv |               |

| Lengyel Hadsereg Stadion, Varsó Játékvezető: Tiago Martins (portugál) |

## 3. selejtezőkör
A 3. selejtezőkörben 30 csapat játszott a továbbjutásért. A 2. selejtezőkör 17 továbbjutójához 13 csapat csatlakozott. Ez a selejtezőkör két ágon zajlott, mely a bajnokcsapatoknak rendezett, valamint a bajnoki helyezés alapján induló csapatok selejtezőjéből állt. Sorsolás előtt a csapatokra vonatkoztatott UEFA-együttható alapján sorba rendezték a résztvevőket, majd minden kiemelt csapathoz egy-egy kiemelés nélkülit párosítottak. A sorolást 2017. július 14-én tartották. A párosítások győztesei a következő körbe léptek, míg a vesztes csapatok a 2017–2018-as Európa-liga rájátszásában folytatták.

### 3. selejtezőkör, kiemelés
| Bajnokcsapatok                                                                  | Bajnokcsapatok                                              | Bajnokcsapatok                                                                | Bajnokcsapatok                                                                       | Bajnoki helyezés alapján részt vevő csapatok               | Bajnoki helyezés alapján részt vevő csapatok     |
| 1. csoport                                                                      | 1. csoport                                                  | 2. csoport                                                                    | 2. csoport                                                                           | Bajnoki helyezés alapján részt vevő csapatok               | Bajnoki helyezés alapján részt vevő csapatok     |
| Kiemelt                                                                         | Nem kiemelt                                                 | Kiemelt                                                                       | Nem kiemelt                                                                          | Kiemelt                                                    | Nem kiemelt                                      |
| ------------------------------------------------------------------------------- | ----------------------------------------------------------- | ----------------------------------------------------------------------------- | ------------------------------------------------------------------------------------ | ---------------------------------------------------------- | ------------------------------------------------ |
| Celtic (T) FC København (T) BATE Bariszav (T) Legia Warszawa (T) NK Maribor (T) | Vardar (T) Asztana FK (T) Rosenborg (T) Slavia Praha FH (T) | Olimbiakósz Red Bull Salzburg (T) Ludogorec Razgrad (T) APÓEL (T) Qarabağ (T) | Partizan (T) Rijeka (T) Sheriff Tiraspol (T) Hapóél Beér-Seva (T) Viitorul Constanța | Dinamo Kijiv Ajax Viktoria Plzeň CSZKA Moszkva Club Brugge | FCSB Young Boys OGC Nice İstanbul Başakşehir AÉK |

Jegyzetek
- T: A 2. selejtezőkörből továbbjutott csapat, a sorsoláskor nem volt ismert.
- A dőlt betűvel írt csapatok a 2. selejtezőkörben egy magasabb együtthatóval rendelkező csapat ellen győztek, és az ellenfél együtthatóját hozták magukkal.

### 3. selejtezőkör, párosítások
| 1. csapat          | Össz.Tooltip Aggregate score | 2. csapat           | 1. mérk. | 2. mérk.   |
| ------------------ | ---------------------------- | ------------------- | -------- | ---------- |
| Bajnoki ág         |                              |                     |          |            |
| Slavia Praha       | 2–2 (i.g.)                   | BATE Bariszav       | 1–0      | 1–2        |
| Asztana FK         | 3–2                          | Legia Warszawa      | 3–1      | 0–1        |
| NK Maribor         | 2–0                          | FH                  | 1–0      | 1–0        |
| Vardar             | 2–4                          | FC København        | 1–0      | 1–4        |
| Celtic             | 1–0                          | Rosenborg           | 0–0      | 1–0        |
| Hapóél Beér-Seva   | 3–3 (i.g.)                   | Ludogorec Razgrad   | 2–0      | 1–3        |
| Viitorul Constanța | 1–4                          | APÓEL               | 1–0      | 0–4 (h.u.) |
| Red Bull Salzburg  | 1–1 (i.g.)                   | Rijeka              | 1–1      | 0–0        |
| Qarabağ            | 2–1                          | Sheriff Tiraspol    | 0–0      | 2–1        |
| Partizan           | 3–5                          | Olimbiakósz         | 1–3      | 2–2        |
| Nem bajnoki ág     |                              |                     |          |            |
| FCSB               | 6–3                          | Viktoria Plzeň      | 2–2      | 4–1        |
| OGC Nice           | 3–3 (i.g.)                   | Ajax                | 1–1      | 2–2        |
| Dinamo Kijiv       | 3–3 (i.g.)                   | Young Boys          | 3–1      | 0–2        |
| AÉK                | 0–3                          | CSZKA Moszkva       | 0–2      | 0–1        |
| Club Brugge        | 3–5                          | İstanbul Başakşehir | 3–3      | 0–2        |

1. ↑  A sorsoláshoz képest a pályaválasztói jogot felcserélték.

### 3. selejtezőkör, mérkőzések
| 2017. július 25. 19:00 |

| Slavia Praha         | 1–0               | BATE Bariszav |
| -------------------- | ----------------- | ------------- |
| Škoda 20' (11-esből) | (1–0) Jegyzőkönyv |               |

| Eden Arena, Prága Játékvezető: Bastian Dankert (német) |

| 2017. augusztus 2. 19:00 |

| BATE Bariszav               | 2–1               | Slavia Praha |
| --------------------------- | ----------------- | ------------ |
| Szihnevics 5' Stasevich 46' | (1–1) Jegyzőkönyv | Škoda 44'    |

| Borisov Arena, Bariszav Játékvezető: Pol van Boekel (holland) |

| 2017. július 26. 16:00 |

| Asztana FK                               | 3–1               | Legia Warszawa |
| ---------------------------------------- | ----------------- | -------------- |
| Kabananga 36' Majevski 45' Twumasi 90+4' | (2–0) Jegyzőkönyv | Sadiku 79'     |

| Astana Arena, Asztana Játékvezető: Bognár Tamás (magyar) |

| 2017. augusztus 2. 20:45 |

| Legia Warszawa | 1−0               | Asztana FK |
| -------------- | ----------------- | ---------- |
| Czerwiński 76' | (0–0) Jegyzőkönyv |            |

| Lengyel Hadsereg Stadion, Varsó Játékvezető: Jakob Kehlet (dán) |

| 2017. július 26. 20:20 |

| NK Maribor  | 1–0               | FH |
| ----------- | ----------------- | -- |
| Tavares 54' | (0–0) Jegyzőkönyv |    |

| Stadion Ljudski vrt, Maribor Játékvezető: Andris Treimanis (lett) |

| 2017. augusztus 2. 20:30 |

| FH | 0–1               | NK Maribor    |
| -- | ----------------- | ------------- |
|    | (0–0) Jegyzőkönyv | Tavares 90+2' |

| Kaplakriki, Hafnarfjörður Játékvezető: Peter Kralović (szlovák) |

| 2017. július 25. 20:00 |

| Vardar       | 1–0               | FC København |
| ------------ | ----------------- | ------------ |
| Jonathan 65' | (0–0) Jegyzőkönyv |              |

| Philip II Arena, Szkopje Játékvezető: Daniel Siebert (német) |

| 2017. augusztus 2. 20:00 |

| FC København                                                           | 4–1               | Vardar      |
| ---------------------------------------------------------------------- | ----------------- | ----------- |
| Greguš 2' Barseghyan 26' (öngól) Santander 75' Sotiriou 88' (11-esből) | (2–1) Jegyzőkönyv | Nikolov 19' |

| Parken Stadion, Koppenhága Játékvezető: John Beaton (skót) |

| 2017. július 26. 20:45 |

| Celtic | 0–0         | Rosenborg |
| ------ | ----------- | --------- |
|        | Jegyzőkönyv |           |

| Celtic Park, Glasgow Játékvezető: Tiago Martins (portugál) |

| 2017. augusztus 2. 20:45 |

| Rosenborg | 0−1               | Celtic            |
| --------- | ----------------- | ----------------- |
|           | (0–0) Jegyzőkönyv | James Forrest 69' |

| Lerkendal Stadion, Trondheim Játékvezető: Jonathan Lardot (belga) |

| 2017. július 26. 19:00 |

| Hapóél Beér-Seva       | 2–0               | Ludogorec Razgrad |
| ---------------------- | ----------------- | ----------------- |
| Nwakaeme 19' Ohana 79' | (1–0) Jegyzőkönyv |                   |

| Turner Stadium, Beér-Seva Játékvezető: Charalambos Kalogeropoulos (görög) |

| 2017. augusztus 2. 20:30 |

| Ludogorec Razgrad               | 3−1               | Hapóél Beér-Seva |
| ------------------------------- | ----------------- | ---------------- |
| Wanderson 9' 33' Marcelinho 56' | (2–0) Jegyzőkönyv | Ghadir 61'       |

| Ludogorets Arena, Razgrad Játékvezető: Serdar Gözübüyük (holland) |

| 2017. július 26. 20:00 |

| Viitorul Constanța | 1–0               | APÓEL |
| ------------------ | ----------------- | ----- |
| Ganea 75'          | (0–0) Jegyzőkönyv |       |

| Stadionul Viitorul, Ovidiu Játékvezető: Paolo Valeri (olasz) |

| 2017. augusztus 2. 19:00 |

| APÓEL                                             | 4–0 (h. u.)                 | Viitorul Constanța |
| ------------------------------------------------- | --------------------------- | ------------------ |
| Carlão 54' Merkis 93' De Camargo 94' Efrem 105+1' | (0–0, 1–0, 4–0) Jegyzőkönyv |                    |

| GSZP Stadion, Nicosia Játékvezető: Aleksei Eskov (orosz) |

| 2017. július 26. 18:45 |

| Red Bull Salzburg | 1–1               | Rijeka         |
| ----------------- | ----------------- | -------------- |
| Hvang Hicsang 49' | (0–1) Jegyzőkönyv | Gavranović 30' |

| Red Bull Arena, Wals-Siezenheim Játékvezető: Daniel Stefański (lengyel) |

| 2017. augusztus 2. 20:45 |

| Rijeka | 0–0         | Red Bull Salzburg |
| ------ | ----------- | ----------------- |
|        | Jegyzőkönyv |                   |

| Stadion Rujevica, Fiume Játékvezető: Hüseyin Göçek (török) |

| 2017. július 25. 19:00 |

| Qarabağ | 0–0         | Sheriff Tiraspol |
| ------- | ----------- | ---------------- |
|         | Jegyzőkönyv |                  |

| Tofik Bahramov Stadion, Baku Játékvezető: Sergey Tsinkevich (fehérorosz) |

| 2017. augusztus 1. 19:00 |

| Sheriff Tiraspol           | 1–2               | Qarabağ                 |
| -------------------------- | ----------------- | ----------------------- |
| Badibanga 90+4' (11-esből) | (0–1) Jegyzőkönyv | Ndlovu 45+3' Míchel 86' |

| Sheriff Stadium, Tiraspol Játékvezető: Roi Reinshreiber (izraeli) |

| 2017. július 25. 20:45 |

| Partizan    | 1–3               | Olimbiakósz                        |
| ----------- | ----------------- | ---------------------------------- |
| Tawamba 10' | (1–1) Jegyzőkönyv | Ben Nabouhane 6' 56' Emenike 90+1' |

| Partizan Stadion, Belgrád Játékvezető: Davide Massa (olasz) |

| 2017. augusztus 2. 20:45 |

| Olimbiakósz                        | 2–2               | Partizan                |
| ---------------------------------- | ----------------- | ----------------------- |
| Carcela-González 22' Fortúnisz 51' | (1–1) Jegyzőkönyv | Soumah 33' Đurđević 85' |

| Karaiszkákisz Stadion, Pireusz Játékvezető: Xavier Estrada Fernández (spanyol) |

| 2017. július 25. 19:30 |

| FCSB                     | 2–2               | Viktoria Plzeň         |
| ------------------------ | ----------------- | ---------------------- |
| Budescu 37' Teixeira 61' | (1–1) Jegyzőkönyv | Krmenčík 23' Kopic 53' |

| Arena Națională, Bukarest Játékvezető: Aliyar Aghayev (azeri) |

| 2017. augusztus 2. 20:15 |

| Viktoria Plzeň | 1–4               | FCSB                                                     |
| -------------- | ----------------- | -------------------------------------------------------- |
| Krmenčík 64'   | (0–1) Jegyzőkönyv | Bălașa 27' Teixeira 71' Tănase 76' Alibec 79' (11-esből) |

| Doosan Arena, Plzeň Játékvezető: Alejandro Hernández Hernández (spanyol) |

| 2017. július 26. 20:45 |

| OGC Nice      | 1–1               | Ajax            |
| ------------- | ----------------- | --------------- |
| Balotelli 32' | (1–0) Jegyzőkönyv | Van de Beek 49' |

| Allianz Riviera, Nizza Játékvezető: Carlos del Cerro Grande (spanyol) |

| 2017. augusztus 2. 20:45 |

| Ajax                        | 2–2               | OGC Nice              |
| --------------------------- | ----------------- | --------------------- |
| Van de Beek 26' Sánchez 57' | (1–1) Jegyzőkönyv | Souquet 3' Marcel 79' |

| Amsterdam Arena, Amszterdam Játékvezető: Andre Marriner (angol) |

| 2017. július 26. 18:30 |

| Dinamo Kijiv                            | 3–1               | Young Boys      |
| --------------------------------------- | ----------------- | --------------- |
| Jarmolenko 15' Mbokani 34' Harmas 90+3' | (2–0) Jegyzőkönyv | Fassnacht 90+1' |

| Olimpiyskiy National Sports Complex, Kijev Játékvezető: Andreas Ekberg (svéd) |

| 2017. augusztus 2. 20:15 |

| Young Boys                        | 2–0               | Dinamo Kijiv |
| --------------------------------- | ----------------- | ------------ |
| Hoarau 13' (11-esből) Lotomba 90' | (1–0) Jegyzőkönyv |              |

| Stade de Suisse, Bern Játékvezető: Paweł Gil (lengyel) |

| 2017. július 25. 19:30 |

| AÉK | 0–2               | CSZKA Moszkva               |
| --- | ----------------- | --------------------------- |
|     | (0–1) Jegyzőkönyv | Dzagoev 45+1' Wernbloom 56' |

| Olimpiai Stadion, Athén Játékvezető: Marco Fritz (német) |

| 2017. augusztus 2. 19:00 |

| CSZKA Moszkva | 1–0               | AÉK |
| ------------- | ----------------- | --- |
| Natkho 74'    | (0–0) Jegyzőkönyv |     |

| VEB Aréna, Moszkva Játékvezető: Benoît Millot (francia) |

| 2017. július 26. 21:00 |

| Club Brugge               | 3–3               | İstanbul Başakşehir      |
| ------------------------- | ----------------- | ------------------------ |
| Dennis 6' Denswil 16' 79' | (2–0) Jegyzőkönyv | Mossoró 59' 74' Elia 64' |

| Jan Breydel Stadium, Brugge Játékvezető: Paolo Mazzoleni (olasz) |

| 2017. augusztus 2. 19:45 |

| İstanbul Başakşehir   | 2–0               | Club Brugge |
| --------------------- | ----------------- | ----------- |
| Adebayor 7' Višća 34' | (2–0) Jegyzőkönyv |             |

| Başakşehir Fatih Terim Stadium, Isztambul Játékvezető: Kovács István (román) |

## Rájátszás
A rájátszásban 20 csapat játszott a továbbjutásért. A 3. selejtezőkör 10 továbbjutója játszott a csoportkörbe kerülésért. A párosítások továbbjutói a bajnokok-ligája csoportkörébe jutottak, míg a vesztes csapatok a 2016–2017-es Európa-liga csoportkörében folytatták.
Sorsolás előtt a csapatokra vonatkoztatott UEFA-együttható alapján sorba rendezték a résztvevőket, majd minden kiemelt csapathoz egy-egy kiemelés nélkülit párosítottak. A sorolást 2017. augusztus 4-én tartották.

### Rájátszás, kiemelés
| Bajnokcsapatok                                   | Bajnokcsapatok                                          | Bajnoki helyezés alapján részt vevő csapatok                 | Bajnoki helyezés alapján részt vevő csapatok                     |
| Kiemelt                                          | Nem kiemelt                                             | Kiemelt                                                      | Nem kiemelt                                                      |
| ------------------------------------------------ | ------------------------------------------------------- | ------------------------------------------------------------ | ---------------------------------------------------------------- |
| Olimbiakósz Celtic FC København APÓEL NK Maribor | Qarabağ Asztana FK Rijeka Hapóél Beér-Seva Slavia Praha | Sevilla FC SSC Napoli Liverpool FC CSZKA Moszkva Sporting CP | FCSB Young Boys OGC Nice TSG 1899 Hoffenheim İstanbul Başakşehir |

### Rájátszás, párosítások
| 1. csapat           | Össz.Tooltip Aggregate score | 2. csapat     | 1. mérk. | 2. mérk. |
| ------------------- | ---------------------------- | ------------- | -------- | -------- |
| Bajnoki ág          |                              |               |          |          |
| Qarabağ             | 2–2 (i.g.)                   | FC København  | 1–0      | 1–2      |
| APÓEL               | 2–0                          | Slavia Praha  | 2–0      | 0–0      |
| Olimbiakósz         | 3–1                          | Rijeka        | 2–1      | 1–0      |
| Celtic              | 8–4                          | Asztana FK    | 5–0      | 3–4      |
| Hapóél Beér-Seva    | 2–2 (i.g.)                   | NK Maribor    | 2–1      | 0–1      |
| Nem bajnoki ág      |                              |               |          |          |
| İstanbul Başakşehir | 3–4                          | Sevilla FC    | 1–2      | 2–2      |
| Young Boys          | 0–3                          | CSZKA Moszkva | 0–1      | 0–2      |
| SSC Napoli          | 4–0                          | OGC Nice      | 2–0      | 2–0      |
| TSG 1899 Hoffenheim | 3–6                          | Liverpool FC  | 1–2      | 2–4      |
| Sporting CP         | 5–1                          | FCSB          | 0–0      | 5–1      |

### Rájátszás, mérkőzések
| 2017. augusztus 15. 18:00 |

| Qarabağ     | 1–0               | FC København |
| ----------- | ----------------- | ------------ |
| Madatov 25' | (1–0) Jegyzőkönyv |              |

| Tofik Bahramov Stadion, Baku Játékvezető: Paolo Tagliavento (olasz) |

| 2017. augusztus 23. 20:45 |

| FC København               | 2–1               | Qarabağ    |
| -------------------------- | ----------------- | ---------- |
| Santander 45' Pavlović 66' | (1–0) Jegyzőkönyv | Ndlovu 63' |

| Parken Stadion, Koppenhága Játékvezető: Alberto Undiano Mallenco (spanyol) |

| 2017. augusztus 15. 20:45 |

| APÓEL                       | 2–0               | Slavia Praha |
| --------------------------- | ----------------- | ------------ |
| De Camargo 2' Aloneftis 10' | (2–0) Jegyzőkönyv |              |

| GSZP Stadion, Nicosia Játékvezető: Antonio Mateu Lahoz (spanyol) |

| 2017. augusztus 23. 20:45 |

| Slavia Praha | 0–0         | APÓEL |
| ------------ | ----------- | ----- |
|              | Jegyzőkönyv |       |

| Játékvezető: Milorad Mažić (szerb) |

| 2017. augusztus 16. 20:45 |

| Olimbiakósz                  | 2–1               | Rijeka    |
| ---------------------------- | ----------------- | --------- |
| Odjidja-Ofoe 66' Romao 90+3' | (0–1) Jegyzőkönyv | Héber 42' |

| Karaiszkákisz Stadion, Pireusz Játékvezető: Felix Zwayer (német) |

| 2017. augusztus 22. 20:45 |

| Rijeka | 0–1               | Olimbiakósz |
| ------ | ----------------- | ----------- |
|        | (0–1) Jegyzőkönyv | Marin 25'   |

| Stadion Rujevica, Fiume Játékvezető: Danny Makkelie (holland) |

| 2017. augusztus 16. 20:45 |

| Celtic                                                                | 5–0               | Asztana FK |
| --------------------------------------------------------------------- | ----------------- | ---------- |
| Postnikov 32' (öngól) Sinclair 42' 60' Forrest 79' Shitov 88' (öngól) | (2–0) Jegyzőkönyv |            |

| Celtic Park, Glasgow Játékvezető: Ovidiu Hațegan (román) |

| 2017. augusztus 22. 17:30 |

| Asztana FK                                    | 4–3               | Celtic                                |
| --------------------------------------------- | ----------------- | ------------------------------------- |
| Ajer 26' (öngól) Muzhikov 48' Twumasi 49' 69' | (1–1) Jegyzőkönyv | Sinclair 34' Ntcham 80' Griffiths 90' |

| Asztana Arena, Asztana Játékvezető: Pavel Královec (cseh) |

| 2017. augusztus 16. 20:45 |

| Hapóél Beér-Seva                     | 2–1               | NK Maribor  |
| ------------------------------------ | ----------------- | ----------- |
| Nwakaeme 12' Tzedek 45+2' (11-esből) | (2–1) Jegyzőkönyv | Tavares 10' |

| Turner Stadium, Beérseva Játékvezető: Jonas Eriksson (svéd) |

| 2017. augusztus 22. 20:45 |

| NK Maribor | 1–0               | Hapóél Beér-Seva |
| ---------- | ----------------- | ---------------- |
| Viler 15'  | (1–0) Jegyzőkönyv |                  |

| Stadion Ljudski vrt, Maribor Játékvezető: Gianluca Rocchi (olasz) |

| 2017. augusztus 16. 20:45 |

| İstanbul Başakşehir | 1–2               | Sevilla FC                  |
| ------------------- | ----------------- | --------------------------- |
| Elia 64'            | (0–1) Jegyzőkönyv | Escudero 16' Ben Yedder 84' |

| Başakşehir Fatih Terim Stadium, Isztambul Játékvezető: Clément Turpin (francia) |

| 2017. augusztus 22. 20:45 |

| Sevilla FC                  | 2–2               | İstanbul Başakşehir |
| --------------------------- | ----------------- | ------------------- |
| Escudero 52' Ben Yedder 75' | (0–1) Jegyzőkönyv | Elia 17' Višća 83'  |

| Estadio Ramón Sánchez Pizjuán, Sevilla Játékvezető: Willie Collum (skót) |

| 2017. augusztus 15. 20:45 |

| Young Boys | 0–1               | CSZKA Moszkva      |
| ---------- | ----------------- | ------------------ |
|            | (0–1) Jegyzőkönyv | Nuhu 90+1' (öngól) |

| Stade de Suisse, Berne Játékvezető: David Fernández Borbalán (spanyol) |

| 2017. augusztus 23. 20:45 |

| CSZKA Moszkva               | 2–0               | Young Boys |
| --------------------------- | ----------------- | ---------- |
| Shchennikov 45' Dzagoev 64' | (1–0) Jegyzőkönyv |            |

| VEB Aréna, Moszkva Játékvezető: Anasztásziosz Szidirópulosz (görög) |

| 2017. augusztus 16. 20:45 |

| SSC Napoli                          | 2–0               | OGC Nice |
| ----------------------------------- | ----------------- | -------- |
| Mertens 13' Jorginho 70' (11-esből) | (1–0) Jegyzőkönyv |          |

| San Paolo stadion, Nápoly Játékvezető: Szymon Marciniak (lengyel) |

| 2017. augusztus 22. 20:45 |

| OGC Nice | 0–2               | SSC Napoli               |
| -------- | ----------------- | ------------------------ |
|          | (0–0) Jegyzőkönyv | Callejón 48' Insigne 89' |

| Allianz Riviera, Nizza Játékvezető: Damir Skomina (szlovén) |

| 2017. augusztus 15. 20:45 |

| TSG 1899 Hoffenheim | 1–2               | Liverpool FC                               |
| ------------------- | ----------------- | ------------------------------------------ |
| Uth 87'             | (0–1) Jegyzőkönyv | Alexander-Arnold 35' Nordtveit 74' (öngól) |

| Rhein-Neckar-Arena, Sinsheim Játékvezető: Björn Kuipers (holland) |

| 2017. augusztus 23. 20:45 |

| Liverpool FC                       | 4–2               | TSG 1899 Hoffenheim |
| ---------------------------------- | ----------------- | ------------------- |
| Can 10' 21' Szaláh 18' Firmino 63' | (3–1) Jegyzőkönyv | Uth 28' Wagner 79'  |

| Anfield, Liverpool Játékvezető: Daniele Orsato (olasz) |

| 2017. augusztus 15. 20:45 |

| Sporting CP | 0–0         | FCSB |
| ----------- | ----------- | ---- |
|             | Jegyzőkönyv |      |

| Estádio José Alvalade, Lisszabon Játékvezető: Felix Brych (német) |

| 2017. augusztus 23. 20:45 |

| FCSB              | 1–5               | Sporting CP                                              |
| ----------------- | ----------------- | -------------------------------------------------------- |
| Júnior Morais 20' | (1–1) Jegyzőkönyv | Doumbia 13' Acuña 60' Martins 64' Dost 75' Battaglia 88' |

| Arena Națională, Bukarest Játékvezető: Cüneyt Çakır (török) |